# Siegfried Brugger
Siegfried Brugger (Trento, 22 maggio 1953) è un politico italiano.

## Biografia
Nato a Trento da famiglia sudtirolese, si è laureato in giurisprudenza a Innsbruck. Avvocato, fa parte della Südtiroler Volkspartei di cui è stato segretario dal 1992 al 2004: in questa veste egli ha fatto avvicinare il partito al L'Ulivo prima ed al L'Unione poi.
È stato eletto deputato nel 1994, nel 1996 e nel 2001, diventando anche vicepresidente del gruppo parlamentare "Misto". Al termine delle elezioni politiche del 2006 riceve un nuovo mandato parlamentare alla Camera.
Durante l'elezione del Presidente della Repubblica Italiana del 2006 riceve dodici voti al primo scrutinio e undici al secondo. Ha svolto il ruolo di capogruppo del Gruppo misto durante la XII legislatura, la XV e la XVI legislatura.